# Hideous!
Pour les articles homonymes, voir Hideous.
Hideous! est un film américain réalisé par Charles Band, sorti en 1997.

## Fiche technique
- Titre : Hideous!
- Réalisation : Charles Band
- Scénario : Benjamin Carr
- Production : Charles Band, Kirk Edward Hansen, Vlad Paunescu, David DeFalco et Michael Feichtner
- Société de production : Full Moon Pictures
- Musique : Richard Band
- Photographie : Vlad Paunescu
- Montage : Steven Nielson et Barrett Taylor
- Décors : Radu Corciova
- Costumes : Oana Paunescu
- Pays d'origine : États-Unis
- Format : Couleurs - 1,33:1 - Stéréo - 35 mm
- Genre : Comédie, horreur
- Durée : 82 minutes
- Date de sortie : 1997 (États-Unis)

## Distribution
- Michael Citriniti : le docteur Lorca
- Rhonda Griffin : Elvina
- Mel Johnson Jr. : Napoleon Lazar
- Jacqueline Lovell : Sheila
- Tracie May : Belinda Yost
- Gerard O'Donnell : le détective Kantor
- Andrew Johnston : Martin
- Mircea Constantinescu : Alf
- Alexandru Agarici : Dougie

## Autour du film
- Le tournage s'est déroulé en Roumanie.